# 鈴掛真
鈴掛 真（すずかけ しん、1986年2月28日 - ）は、日本の歌人、著述家。ゲイであることを明かしており、著書に『ゲイだけど質問ある?』などがある。

## 来歴
1986年2月28日、愛知県春日井市に生まれる。名古屋学芸大学メディア造形学部卒業。
大学在籍中の2007年に天野慶の作品に衝撃を受け、短歌を始めた。大学卒業後は広告会社でコピーライターを3年間務めたが、東日本大震災を機に退職し作家業に専念する。2014年には小説家としてもデビューした。同年のフォトエッセイ作品『好きと言えたらよかったのに。』でゲイであることをカムアウトした。2018年、エッセイ集『ゲイだけど質問ある?』を発表した。「いつゲイだって自覚したの?」「ゲイって心は女子なんでしょ?」などの質問にゲイ当事者として答えていく作品で、反響があったという。

## 著作
- 『好きと言えたらよかったのに。』（大和出版、2014年）
- 『ゲイだけど質問ある?』（講談社、2018年）
- 『愛を歌え』（青土社、2019年）